# Solvay S.A.
Solvay S.A. — бельгійська транснаціональна хімічна компанія, заснована в 1863 році, зі штаб-квартирою в Брюсселі, Бельгія.
У 2015 році компанія отримала 12,4 млрд євро доходів, 2,336 млрд євро EBITDA, 43% її продажів припадає на країни, що розвиваються, 90% продажів — на ринки, де вона входить до трійки найбільших виробників. На 145 підприємствах Solvay працює 30 900 осіб у 53 країнах світу.
8 грудня 2023 року акціонери схвалили план поділу Solvay на дві незалежні, публічно зареєстровані компанії: Solvay та Syensqo.

## Корпоративні справи

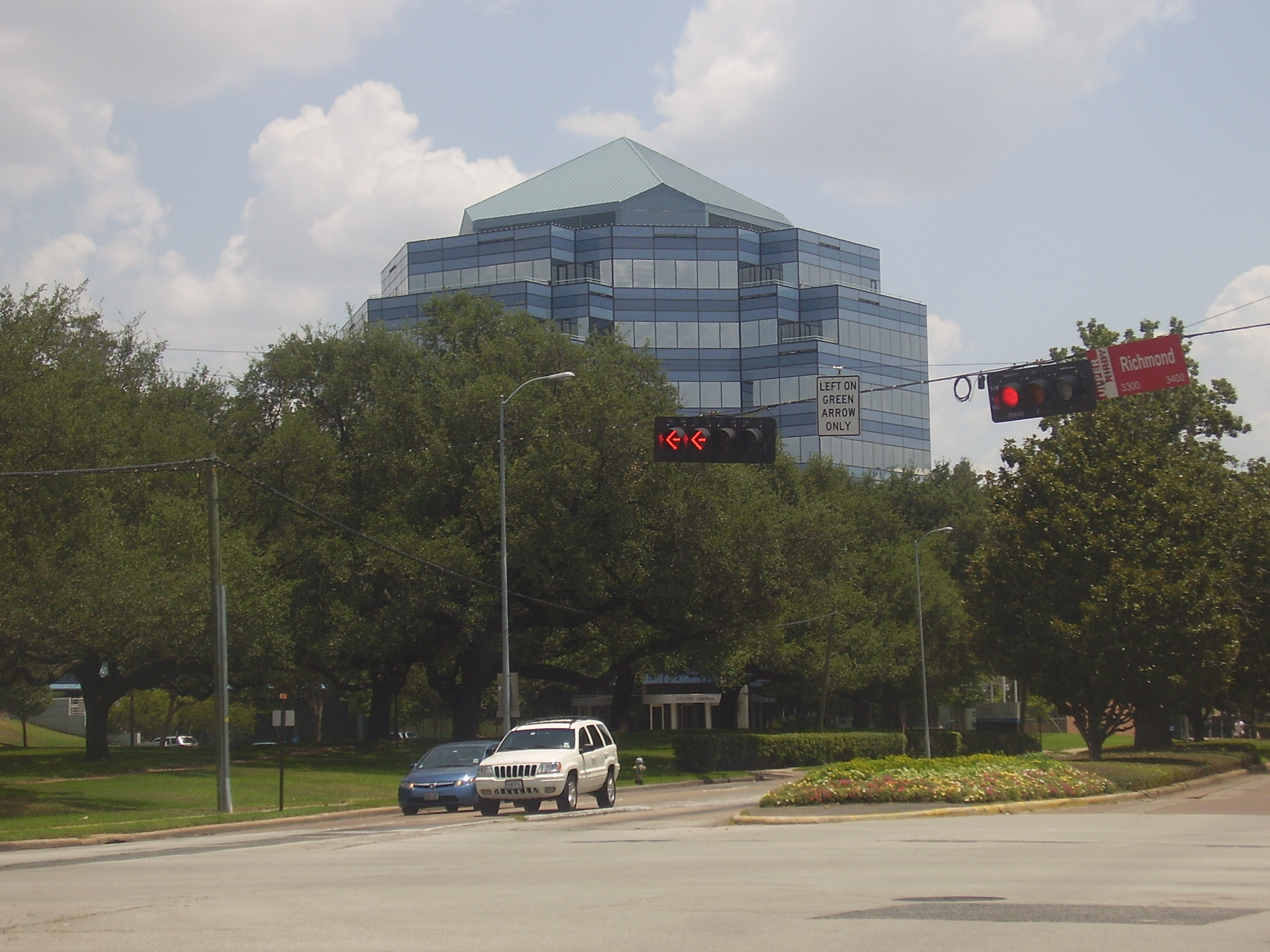
Офіси Solvay America в Х'юстоні, Техас

Головний офіс компанії знаходиться в Брюсселі, Бельгія. Раніше знаходився в Ікселі, Брюссель.
Дочірня компанія Solvay у США, Solvay America, Inc. базується в Х'юстоні, Техас..

## Продукція
Solvay є головним партнером компанії Solar Impulse і зробила свій внесок у дослідження і розробку ресурсів для їхнього проєкту літака на сонячних батареях. Цей літак здійснив свій перший випробувальний політ 3 грудня 2009 року, і з того часу здійснив польоти на сонячних батареях зі Швейцарії до Іспанії та Марокко у 2012 році.
У 2015-2016 роках "Solar Impulse 2" здійснив навколосвітню подорож, яка стала першою такою подорожжю літака на сонячних батареях.

### Технологія паливних елементів
SolviCore, спільне підприємство Umicore і Solvay в області паливних елементів, вже проводить передпродажну підготовку мембранно-електродних збірок для різних типів паливних елементів для портативного або мобільного використання. Літієві батареї нового покоління для компонентів гібридних транспортних засобів використовують фторовані полімери Solvay з метою зменшення викидів вуглекислого газу.

### Рекультивація ґрунтів
Novosol — це процес на основі бікарбонату натріюу для обробки та відновлення мінеральних залишків, забруднених важкими металами.

### Відновлювана сировина
Solvay працює над розробкою та індустріалізацією запатентованого процесу Epicerol для виробництва епіхлоргідрину з природного гліцерину.

## Юридичні питання
Solvay Specialty Polymers USA, LLC наразі перебуває в судовому процесі за забруднення джерел води та ґрунту пер- та поліфтороалкільними речовинами (PFAS). PFAS, група з понад 4 000 сполук, що використовуються в антипригарному посуді, тканинах, стійких до плям, протипожежній піні та ряді інших продуктів, не розкладаються в навколишньому середовищі, а тому накопичуються в організмі. Їх пов'язують з раком, проблемами фертильності, ураженням печінки, високим рівнем холестерину та іншими проблемами зі здоров'ям.
У листопаді 2020 року Генеральний прокурор Нью-Джерсі оголосив про подання двох позовів «з метою примусу до очищення забруднення та відшкодування збитків природним ресурсам», один з яких проти Solvay Specialty Polymers USA, LLC та Arkema Inc, стверджуючи, що вони є «двома компаніями, відповідальними за широкомасштабне забруднення токсичними пер- та поліфтороалкільними речовинами (PFAS), що надходять з підприємства округу Глостер, яке забруднило громадську питну воду в регіоні». Це частина розслідування, що триває і розширюється.
Solvay перешкоджала появі аналітичного стандарту за допомогою юридичного маневру.